# خفاش انگشت‌دراز آفریقایی
خفاش انگشت‌دراز آفریقایی (نام علمی: Miniopterus africanus) نام یک گونه از سرده خفاش‌های بال‌خمیده است.